# Thoix
Thoix é uma comuna francesa na região administrativa de Altos da França, no departamento de Somme. Estende-se por uma área de 11,12 km². Em 2010 a comuna tinha 146 habitantes (densidade: 13,1 hab./km²).